# 莫克雷湖 (瓦爾米亞-馬祖里省)

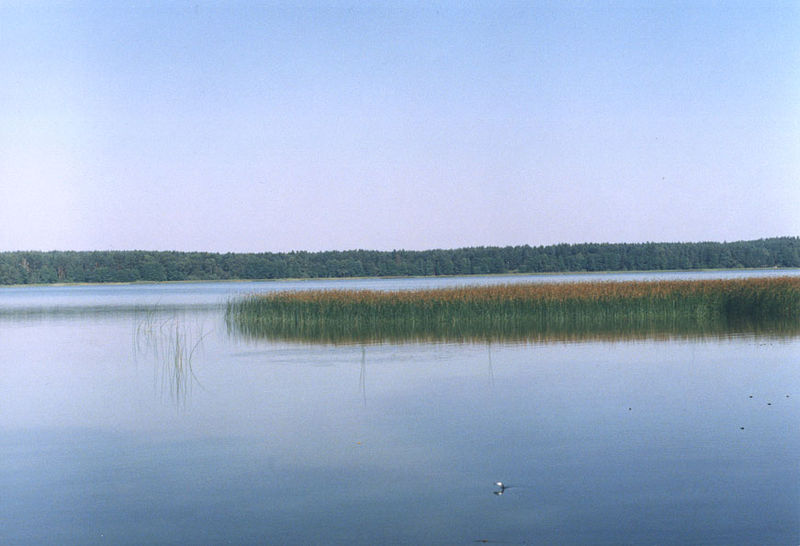

53°41′5″N 21°23′11″E / 53.68472°N 21.38639°E
莫克雷湖（波蘭語：Jezioro Mokre）是波蘭的湖泊，位於該國東北部，處於瓦爾米亞-馬祖里省，長7.7公里、寬1.6公里，面積8.5平方公里，最大水深51米，湖泊有五座島嶼。